# Кингсле Коман
Кингсле Жуниор Коман (фр. Kingsley Junior Coman; Париз, 13. јун 1996) француски је професионални фудбалер који игра на позицији крила за немачки Бајерн Минхен и француску репрезентацију.
Највећи део јуниорске каријере провео је у редовима ПСЖ-а. Као професионалац је кратко остао у Паризу, а прешао је у Јувентус 2014. године. Током своје прве сезоне са Старом дамом, освојио је титулу Серије А и Куп Италије. Августа 2015. послат је на позајмицу у Бајерн. Опет је у својој првој сезони био део екипе која је освојила дуплу круну, а 2017. је и званично прешао у редове Бавараца.
Деби за сениорски тим Француске имао је новембра 2015. Био је део селекције Француске на Европском првенству 2016. На том шампионату, Французи су завршили на другом месту.

## Статистике каријере

### Клуб
Ажурирано 4. јула 2020.
| Клуб             | Сезона          | Лига                | Лига    | Лига   | Куп1    | Куп1   | Европа2 | Европа2 | Остало3 | Остало3 | Укупно  | Укупно | Реф.         |
| Клуб             | Сезона          | Дивизија            | Наступи | Голови | Наступи | Голови | Наступи | Голови  | Наступи | Голови  | Наступи | Голови | Реф.         |
| ---------------- | --------------- | ------------------- | ------- | ------ | ------- | ------ | ------- | ------- | ------- | ------- | ------- | ------ | ------------ |
| Париз Сен Жермен | 2012/13.        | Прва лига Француске | 1       | 0      | 0       | 0      | 0       | 0       | —       | —       | 1       | 0      | [ 3 ]        |
| Париз Сен Жермен | 2013/14.        | Прва лига Француске | 2       | 0      | 0       | 0      | 0       | 0       | 1       | 0       | 3       | 0      | [ 3 ]        |
| Париз Сен Жермен | Укупно          | Укупно              | 3       | 0      | 0       | 0      | 0       | 0       | 1       | 0       | 4       | 0      | —            |
| Јувентус         | 2014/15.        | Серија А            | 14      | 0      | 4       | 1      | 2       | 0       | —       | —       | 20      | 1      | [ 3 ]        |
| Јувентус         | 2015/16.        | Серија А            | 1       | 0      | 0       | 0      | 0       | 0       | 1       | 0       | 2       | 0      | [ 3 ]        |
| Јувентус         | Укупно          | Укупно              | 15      | 0      | 4       | 1      | 2       | 0       | 1       | 0       | 22      | 1      | —            |
| Бајерн Минхен    | 2015/16. (поз.) | Бундеслига          | 23      | 4      | 4       | 0      | 8       | 2       | 0       | 0       | 35      | 6      | [ 3 ]        |
| Бајерн Минхен    | 2016/17. (поз.) | Бундеслига          | 19      | 2      | 3       | 0      | 2       | 0       | 1       | 0       | 25      | 2      | [ 4 ] [ 5 ]  |
| Бајерн Минхен    | 2017/18.        | Бундеслига          | 21      | 3      | 6       | 3      | 5       | 1       | 1       | 0       | 33      | 7      | [ 6 ] [ 7 ]  |
| Бајерн Минхен    | 2018/19.        | Бундеслига          | 21      | 6      | 5       | 2      | 3       | 1       | 1       | 1       | 30      | 10     | [ 8 ]        |
| Бајерн Минхен    | 2019/20.        | Бундеслига          | 24      | 4      | 4       | 1      | 6       | 2       | 1       | 0       | 35      | 7      | [ 9 ] [ 10 ] |
| Бајерн Минхен    | Укупно          | Укупно              | 108     | 19     | 22      | 6      | 24      | 6       | 4       | 1       | 158     | 32     | —            |
| Свеукупно        | Свеукупно       | Свеукупно           | 126     | 19     | 26      | 7      | 26      | 6       | 6       | 1       | 184     | 33     | —            |

1 Укључује мечеве Купа Француске, Купа Италије и Купа Немачке.

2 Укључује мечеве Лиге шампиона.

3 Укључује мечеве Суперкупа Француске, Суперкупа Италије и Суперкупа Немачке.

### Репрезентација
Ажурирано након меча одиграног 14. новембра 2019.
| Француска | Француска | Француска |
| Година    | Наступи   | Голови    |
| --------- | --------- | --------- |
| 2015.     | 2         | 0         |
| 2016.     | 9         | 1         |
| 2017.     | 4         | 0         |
| 2019.     | 7         | 3         |
| Укупно    | 22        | 4         |

#### Голови за репрезентацију
Закључно с мечом одиграним 10. септембра 2019. Голови Француске су наведени на првом месту. Колона „Гол” означава резултат на утакмици након Комановог гола.
| #  | Датум               | Стадион                                | Противник | Гол   | Резултат | Такмичење                                 |
| -- | ------------------- | -------------------------------------- | --------- | ----- | -------- | ----------------------------------------- |
| 1. | 29. март 2016.      | Стадион Француске, Сен Дени, Француска | Русија    | 4 : 2 | 4 : 2    | Пријатељска утакмица                      |
| 2. | 7. септембар 2019.  | Стадион Француске, Сен Дени, Француска | Албанија  | 1 : 0 | 4 : 1    | Квалификације за Европско првенство 2020. |
| 3. | 7. септембар 2019.  | Стадион Француске, Сен Дени, Француска | Албанија  | 3 : 0 | 4 : 1    | Квалификације за Европско првенство 2020. |
| 4. | 10. септембар 2019. | Стадион Француске, Сен Дени, Француска | Андора    | 1 : 0 | 3 : 0    | Квалификације за Европско првенство 2020. |

## Признања

### Клуб
Париз-Сен Жермен
- Прва лига Француске (2): 2012/13, 2013/14.
- Лига куп Француске (1): 2013/14.
- Суперкуп Француске (1): 2013.

Јувентус
- Серија А (2): 2014/15, 2015/16.
- Куп Италије (1): 2014/15.
- Суперкуп Италије (1): 2015.

Бајерн Минхен
- Бундеслига (9): 2015/16, 2016/17, 2017/18, 2018/19, 2019/20, 2020/21, 2021/22, 2022/23, 2024/25.
- Куп Немачке (3): 2015/16, 2018/19, 2019/20.
- Суперкуп Немачке (6): 2016, 2017, 2018, 2020, 2021, 2022.
- Лига шампиона (1): 2019/20.
- УЕФА суперкуп (1) : 2020.
- Светско клупско првенство (1) : 2020.

### Француска
- Европско првенство: финалиста 2016.

### Индивидуална
- Најбољи асистент ЛШ (1): 2015/16.[13]